# Єркінкалинський сільський округ
Єркінка́линський сільський округ (каз. Еркінқала ауылдық округі, рос. Еркинкалинский сельский округ) — адміністративна одиниця у складі Атирауської міської адміністрації Атирауської області Казахстану. Адміністративний центр — село Єркінкала.
Населення — 16549 осіб (2021; 5138 у 2009, 3702 у 1999, 3120 у 1989).
Станом на 1989 рік існувала Плотовинська сільська рада (села Єркінкала, Ракуша, селище Сари-Озек) у складі Махамбетського району, з 1990 року — у складі Балакшинського району, з 1993 року — Єркінкалинський сільський округ у складі Балакшинського району, з 1997 року — у складі Атирауської міської адміністрації.

## Склад
До складу округу входять такі населені пункти:
| Населений пункт   | Населення, осіб (1989) | Населення, осіб (1999) | Населення, осіб (2009) | Населення, осіб (2021) |
| ----------------- | ---------------------- | ---------------------- | ---------------------- | ---------------------- |
| Єркінкала, село   | 2099                   | 2536                   | 3333                   | 10939                  |
| Ракуша, село      | 591                    | 1166                   | 1805                   | 5610                   |
| Сари-Озек, селище | 430                    | -                      | -                      | -                      |